# Гастингс, Селина
Селина Гастингс, урожденная Селина Ширли (24 августа 1707[…], Эшби-де-ла-Зуш, Лестершир — 17 июня 1791[…], Spa Fields) — графиня Хантингтонская, английская религиозная деятельница, сыгравшая важную роль в методистском движении в Англии и Уэльсе в XVIII веке.
Вышла замуж за Теофилуса Гастингса, 9-го графа Хантингдона. В браке родилось шестеро детей, трое из которых умерли в детстве.
В 1739 году присоединилась к движению методистов, после смерти мужа в 1746 году действовала совместно с Джоном Уэсли и Джорджем Уайтфилдом в так называемом «великом религиозном возрождении». Как вдова пэра, используя своё влияние, Селина Гастингс организовала строительство в Англии и Уэльсе множества методистских церквей, а в 1768 году основала школу для подготовки священников для них. В 1779 году порвала отношения с англиканской церковью, став диссентером. Известна также поддержкой миссионерской деятельности и тем, что запретила писать свою биографию (запрет не нарушался в течение почти 90 лет после её смерти).